# Wissenschaftscampus Halle – pflanzenbasierte Bioökonomie
Der WissenschaftsCampus Halle – Pflanzenbasierte Bioökonomie (WCH) ist ein Zusammenschluss von Experten auf dem Gebiet der Pflanzen-, Agrar-, Wirtschafts- und Sozialwissenschaften, um den Paradigmenwechsel im Umgang mit der Natur zu begleiten.

## Hintergrund
Laut Bioökonomierat ist die Bioökonomie die Grundlage für die biotechnologische Forschung und die daraus resultierenden Innovationen im Bereich der Agrarwirtschaft sowie aller produzierenden Sektoren und dazugehörigen Dienstleistungen, die biologische Ressourcen (Pflanzen, Tiere, Mikroorganismen) entwickeln, produzieren, verarbeiten oder in irgendeiner Form nutzen. Pflanzen sind eine zentrale Säule der Bioökonomie, da sie die Grundlage allen Lebens sind und durch die Photosynthese die stoffliche Basis liefern, auf der unsere Gesellschaft aufgebaut ist. Schon heute sind wir nicht nur bei unserer Ernährung von Pflanzen abhängig, sondern auch in weiteren wesentlichen Bereichen, wie z. B. der Pharma- und Kosmetikindustrie. Die Abhängigkeit geht noch viel weiter, wenn man pflanzliche Produkte als Grundlage fossiler Energieträger betrachtet.

## Konzept
Der WissenschaftsCampus Halle umfasst die relevanten Wissenschaftsdisziplinen der Bereiche pflanzenbasierte Agrarwissenschaften, Biologie, Biochemie, Biotechnologie und verwandte Disziplinen und verknüpft diese Kompetenzen mit umwelt-, sozial- und wirtschaftswissenschaftlichen Forschungs- und Lehrbereichen. Dadurch wird eine grundlegende Betrachtung und Beurteilung pflanzenwissenschaftlicher und biotechnologischer Innovationen und der damit verbundenen gesellschaftlichen und wirtschaftlichen Prozesse ermöglicht. Dies erfolgt auf drei Skalenebenen. Auf der Mikroebene werden die vier folgenden Dimensionen untersucht:
- Funktion pflanzlicher Gene, Proteine und Metaboliten
- Wachstum und Entwicklung von Pflanzen inklusive deren Interaktion mit Symbionten und Schadorganismen im Kontext des globalen Wandels (z. B. Klimawandel)
- Mechanismen der pflanzlichen Produktion
- Strukturen der pflanzenbasierten Bioökonomie.

Auf der Mesoebene wird die Bedeutung der erzielten Erkenntnisse für die pflanzenbasierte Bioökonomie beurteilt, bevor auf der Makroebene eine gesellschaftliche und volkswirtschaftliche Bilanzierung von Innovationen und Innovationspotentialen in der pflanzlichen Bioökonomie durchgeführt wird.

## Ziele
Das primäre Ziel des WissenschaftsCampus Halle ist die interdisziplinäre Zusammenarbeit der vier Leibniz-Institute der Region mit den thematisch korrespondierenden Fachbereichen und An-Instituten der Martin-Luther-Universität Halle-Wittenberg weiter auszubauen. Grundlagenforschung mit Anwendungsrelevanz dient dazu, die pflanzliche Leistung als Basis für wirtschaftliche Prozesse zu nutzen. Unter den Mitgliedern des WCH werden Synergien geschaffen, die es ermöglichen, Kräfte in Lehre und Forschung zu bündeln. Kompetenzen und vorhandene Strukturen an der Universität werden dabei mit strategischen Schwerpunkten der Forschung an den außeruniversitären Einrichtungen verknüpft.
Der WissenschaftsCampus Halle bietet somit ein Dach, welches einerseits ermöglicht, Spezialisierungsgewinne aus transdisziplinärer Forschung zu schöpfen und andererseits konkrete neue, von Frage- und Problemstellung abhängige, interdisziplinäre Verbundvorhaben zu initiieren. Durch die gezielte Intensivierung der Kooperation der außeruniversitären Forschungseinrichtungen und der universitären Institute auf dem Gebiet der „Pflanzenbasierten Bioökonomie“ soll die wissenschaftliche Exzellenz in Forschung und Lehre sowie der Transfer der Erkenntnisse in die Anwendung in der Region gefördert werden.

## Organisation
Der WissenschaftsCampus Halle wird durch ein Direktorium geleitet, das sechs Professoren der Gründungsmitglieder umfasst, von denen drei den jeweiligen Leibniz-Instituten und drei der Martin-Luther-Universität Halle-Wittenberg angehören. Dem Direktorium stehen die beiden Sprecher Markus Pietzsch, AG Aufarbeitung biotechnischer Produkte an der Martin-Luther-Universität Halle-Wittenberg und Ludger Wessjohann, Geschäftsführender Direktor am Leibniz-Institut für Pflanzenbiochemie Halle, vor.

## Mitglieder
Das Modell WissenschaftsCampus ist auf eine Initiative der Leibniz-Gemeinschaft zurückzuführen. Ziel ist es, regional benachbarte Leibniz-Institute und Universitäten noch stärker miteinander zu vernetzen. Aus diesem Grund sind die Leibniz-Institute der Region Halle und die Martin-Luther-Universität Halle-Wittenberg die Gründungs- und somit Vollmitglieder des WissenschaftsCampus Halle.
Beteiligte Einrichtungen am WissenschaftsCampus Halle – Pflanzenbasierte Bioökonomie:

### Voll-Mitglieder
- Martin-Luther-Universität Halle-Wittenberg (Naturwissenschaftliche Fakultät I, II, III und Juristische und Wirtschaftswissenschaftliche Fakultät)
- Leibniz-Institut für Agrarentwicklung in Transformationsökonomien (IAMO)[2]
- Leibniz-Institut für Pflanzenbiochemie (IPB)[3]
- Leibniz-Institut für Pflanzengenetik und Kulturpflanzenforschung (IPK)[4]

### Assoziierte-Mitglieder
- Agrochemisches Institut Piesteritz e.V. (AIP)[5]
- Institut für Wirtschaftsforschung Halle[6]
- Julius Kühn-Institut (JKI)
- Fraunhofer-Zentrum für Chemisch-Biotechnologische Prozesse (CBP)[7]
- Helmholtz-Zentrum für Umweltforschung – UFZ[8]
- Hochschule Anhalt[9]